# The Ring 2
The Ring 2 – amerykański horror z 2005 roku w reżyserii Hideo Nakaty, sequel filmu The Ring (2002). Zdjęcia kręcono w Astorii w stanie Oregon oraz w Los Angeles.
Światowa premiera miała miejsce 17 marca 2005 roku, a na ekranach polskich kin film pojawił się 1 kwietnia tego samego roku.

## Fabuła
Akcja The Ring 2 rozgrywa się sześć miesięcy po wydarzeniach z pierwszgo filmu. Rachel Keller i jej syn przeprowadzają się z Seattle do małego, nadmorskiego miasteczka Astoria, chcąc rozpocząć nowe życie. Tymczasem, po projekcji tajemniczego filmu z kasety video, ginie miejscowy nastolatek.

## Obsada
- Naomi Watts jako Rachel Keller
- David Dorfman jako Aidan Keller
- Simon Baker jako Max Rourke
- Elizabeth Perkins jako dr Emma Temple
- Gary Cole jako Martin Savide
- Sissy Spacek jako Evelyn, biologiczna matka Samary
- Emily VanCamp jako Emily
- Ryan Merriman jako Jake
- Kelly Overton jako Betsy
- Kelly Stables jako Samara Morgan
- Daveigh Chase jako Samara Morgan (zdjęcia archiwalne)

## Nominacje
Film otrzymał trzy nominacje do Teen Choice w 2005 roku za:
- Ulubioną filmową scenę z krzykiem Naomi Watts — za scenę, w której Rachel odkrywa, że jej synek jest opętany[1].